# Florin Popescu
Florin Popescu (Iancu Jianu, 30 de agosto de 1974) es un deportista rumano que compitió en piragüismo en la modalidad de aguas tranquilas.
Participó en dos Juegos Olímpicos de Verano en los años 2000 y 2004, obteniendo una medalla de oro y otra de bronce en la edición de Sídney 2000. Ganó diecinueve medallas en el Campeonato Mundial de Piragüismo entre los años 1994 y 2005, y quince medallas en el Campeonato Europeo de Piragüismo entre los años 1997 y 2005.

## Palmarés internacional
| Juegos Olímpicos   | Juegos Olímpicos             | Juegos Olímpicos  | Juegos Olímpicos |
| Año                | Lugar                        | Medalla           | Evento           |
| ------------------ | ---------------------------- | ----------------- | ---------------- |
| 2000               | Sídney (Australia)           | Medalla de bronce | C2 500 m         |
| 2000               | Sídney (Australia)           | Medalla de oro    | C2 1000 m        |
| Campeonato Mundial |                              |                   |                  |
| Año                | Lugar                        | Medalla           | Evento           |
| 1994               | Ciudad de México (México)    | Medalla de plata  | C4 500 m         |
| 1994               | Ciudad de México (México)    | Medalla de plata  | C4 1000 m        |
| 1995               | Duisburgo (Alemania)         | Medalla de plata  | C4 500 m         |
| 1995               | Duisburgo (Alemania)         | Medalla de oro    | C4 1000 m        |
| 1997               | Dartmouth (Canadá)           | Medalla de plata  | C4 500 m         |
| 1997               | Dartmouth (Canadá)           | Medalla de oro    | C4 1000 m        |
| 1998               | Szeged (Hungría)             | Medalla de plata  | C2 1000 m        |
| 1998               | Szeged (Hungría)             | Medalla de plata  | C4 500 m         |
| 1999               | Milán (Italia)               | Medalla de bronce | C4 200 m         |
| 1999               | Milán (Italia)               | Medalla de plata  | C4 500 m         |
| 2001               | Poznań (Polonia)             | Medalla de bronce | C2 500 m         |
| 2001               | Poznań (Polonia)             | Medalla de oro    | C4 500 m         |
| 2002               | Sevilla (España)             | Medalla de plata  | C2 500 m         |
| 2002               | Sevilla (España)             | Medalla de oro    | C4 500 m         |
| 2003               | Gainesville (Estados Unidos) | Medalla de oro    | C2 1000 m        |
| 2003               | Gainesville (Estados Unidos) | 01 ! [ n 1 ]      | C4 500 m         |
| 2003               | Gainesville (Estados Unidos) | 02 ! [ n 2 ]      | C2 500 m         |
| 2003               | Gainesville (Estados Unidos) | 03 ! [ n 3 ]      | C4 200 m         |
| 2005               | Zagreb (Croacia)             | Medalla de oro    | C4 500 m         |
| Campeonato Europeo |                              |                   |                  |
| Año                | Lugar                        | Medalla           | Evento           |
| 1997               | Plovdiv (Bulgaria)           | Medalla de plata  | C4 500 m         |
| 1997               | Plovdiv (Bulgaria)           | Medalla de oro    | C4 1000 m        |
| 1999               | Zagreb (Croacia)             | Medalla de oro    | C2 500 m         |
| 1999               | Zagreb (Croacia)             | Medalla de plata  | C2 1000 m        |
| 1999               | Zagreb (Croacia)             | Medalla de plata  | C4 200 m         |
| 1999               | Zagreb (Croacia)             | Medalla de plata  | C4 500 m         |
| 2001               | Milán (Italia)               | Medalla de oro    | C2 500 m         |
| 2001               | Milán (Italia)               | Medalla de oro    | C2 1000 m        |
| 2001               | Milán (Italia)               | Medalla de plata  | C4 200 m         |
| 2001               | Milán (Italia)               | Medalla de plata  | C4 500 m         |
| 2002               | Szeged (Hungría)             | Medalla de plata  | C2 500 m         |
| 2002               | Szeged (Hungría)             | Medalla de oro    | C2 1000 m        |
| 2004               | Poznań (Polonia)             | Medalla de bronce | C2 500 m         |
| 2004               | Poznań (Polonia)             | Medalla de oro    | C4 500 m         |
| 2005               | Poznań (Polonia)             | Medalla de oro    | C4 500 m         |

1. ↑  En esta prueba el equipo ruso, ganador de la medalla de oro, fue descalificado al dar positivo por dopaje el piragüista Serguei Uleguin, por lo que al equipo rumano le fue cambiada la medalla de plata por la de oro.
2. ↑  En esta prueba el equipo ruso, ganador de la medalla de plata, fue descalificado al dar positivo por dopaje el piragüista Serguei Uleguin, por lo que al equipo rumano le fue cambiada la medalla de bronce por la de plata.
3. ↑  En esta prueba el equipo ruso, ganador de la medalla de oro, fue descalificado al dar positivo por dopaje el piragüista Serguei Uleguin, por lo que al equipo rumano le fue cambiado el cuarto lugar por el tercero, es decir, la medalla de bronce.